# Tadalafil
Il Tadalafil (commercializzato con il nome di Cialis dall'azienda farmaceutica Eli Lilly and Company ma disponibile anche in formulazione generica equivalente), è un farmaco usato per trattare la disfunzione erettile, l'iperplasia prostatica benigna e l'ipertensione polmonare arteriosa. Viene assunto per via orale e raggiunge l'effetto in circa mezz'ora.
La prima autorizzazione di immissione al commercio risale al 2002 in Unione Europea e nel 2003 negli Stati Uniti.
Farmacologicamente è un inibitore della fosfodiesterasi di tipo 5 (PDE-5): riuscendo a rilassare la muscolatura liscia, provoca una dilatazione dei vasi sanguigni; questo comporta un maggiore afflusso di sangue nei corpi cavernosi del pene provocandone l'erezione o una diminuzione della resistenza pressoria all'interno dei vasi polmonari.
I più comuni effetti indesiderati includono mal di testa, dolore muscolare, reazioni cutanee e nausea; va usato con attenzione nei pazienti con problemi cardiaci. Più raramente possono verificarsi problematiche legate ad una erezione prolungata (che possono provocare danni al pene), alla vista o all'udito. Il tadalafil non è raccomandato nelle persone che assumono vasodilatatori a base di monossido di azoto (come la nitroglicerina) in quanto potrebbe verificarsi un brusco abbassamento della pressione sanguigna.
Il tadalafil nel tempo è stato oggetto di fenomeni di disease mongering, come anche i suoi simili, dal momento che spesso è usato fuori dai precisi e rigidi criteri medici di trattamento della disfunzione erettile per uso ricreazionale, come ormai una rilevante letteratura scientifica sugli inibitori della PDE-5 documenta.

## Indicazioni

### Disfunzione erettile
Il tadalafil è un inibitore selettivo e reversibile della fosfodiesterasi di tipo 5 (PDE5) guanosin monofosfato ciclico (cGMP) specifico. Quando la stimolazione sessuale determina il rilascio locale di ossido di azoto, l’inibizione della PDE5 da parte del tadalafil provoca un aumento dei livelli di cGMP nel corpo cavernoso. Questo determina il rilassamento della muscolatura liscia e l’afflusso di sangue nel tessuto del pene, provocando un’erezione.
Il tadalafil non ha effetto in assenza di stimolazione sessuale.

### Iperplasia prostatica benigna
La molecola si è rivelata efficace nel trattamento e nella prevenzione dei sintomi dell'iperplasia prostatica come l'incontinenza urinaria.

### Ipertensione polmonare arteriosa
Il farmaco presenta un effetto a livello arterioso polmonare causando vasodilatazione, così da abbassare la resistenza pressoria.

## Farmacodinamica e farmacocinetica

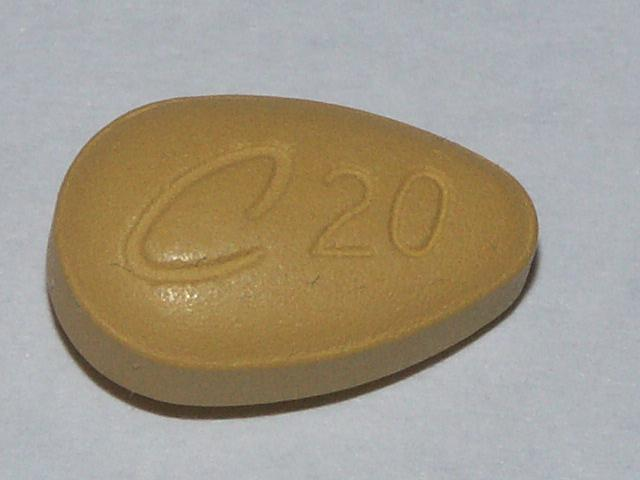
Compressa di Cialis da 20 mg

### Meccanismo d'azione
L'erezione durante la stimolazione sessuale è causata da un aumento del flusso sanguigno all'interno dei corpi cavernosi del pene. Questo meccanismo è mediato dal rilascio di ossido nitrico (NO) dai terminali nervosi delle cellule endoteliali, il quale stimola la sintesi di GMP ciclico nelle cellule muscolari lisce che, a sua volta, provoca il loro rilassamento e quindi un aumento del flusso sanguigno.
Gli inibitori della fosfodiesterasi di Tipo 5 (PDE5), ossia tadalafil ma anche sildenafil e vardenafil, potenziano il processo andando ad aumentare la quantità di GMP ciclico presente nei tessuti.
Tuttavia, senza una stimolazione sessuale, tali farmaci sono del tutto inefficaci.

### Durata d'azione
Dei tre farmaci inibitori della PDE5 attualmente disponibili in commercio (sildenafil, tadalafil e vardenafil), il tadalafil si distingue per una durata d'azione nettamente maggiore (circa 17 ore) rispetto agli altri (circa 4-5 ore). Questo ha contribuito al suo soprannome di "The week-end Pill".
Inoltre, la maggiore emivita del farmaco è alla base del suo impiego nel trattamento dell'ipertensione arteriosa polmonare.

### Metabolismo
La metabolizzazione del tadalafil avviene quasi esclusivamente a carico del Citocromo P-450, di conseguenza l'uso concomitante di inibitori della sua isoforma CYP3A4 (come ritonavir, saquinavir, ketoconazolo, itraconazolo ed eritromicina) può aumentarne notevolmente la concentrazione all'interno dell'organismo.

### Confronto con gli altri inibitori della PDE5[6]
Tadalafil, sildenafil e vardenafil agiscono inibendo non solo la PDE5 ma anche la PDE6, 1 e 11 sebbene in misura differente.
Il sildenafil e il vardenafil agiscono sul PDE6, un enzima presente negli occhi in misura maggiore rispetto al taladalfil: alcuni utilizzatori di sildenafil hanno presentato una maggiore sensibilità alla luce a causa dell'inibizione di tale enzima; anche la PDE1 è inibita maggiormente da sildenafil e vardenafil: presente nel cervello, cuore e muscolatura liscia, si ipotizza che una sua inibizione possa condurre a vasodilatazione, rossore e tachicardia.
Il tadalafil riesce ad inibire maggiormente la PDE11, la quale è espressa nella muscolatura scheletrica, nella prostata, nel fegato, nei reni. Gli effetti dell'inibizione di tale enzima però non sono attualmente conosciuti.

### Effetti indesiderati
I più comuni effetti indesiderati che possono insorgere in seguito all'uso di tadalafil comprendono mal di testa, dolore o disordini gastrointestinali, dolori muscolari come mal di schiena, vampate o rinorrea. Tali effetti solitamente permangono finché la molecola non viene metabolizzata ed eliminata, quindi per un periodo di circa 36-48 ore.

#### Disturbi visivi
Nel maggio del 2005 (quindi quando il tadalafil era già stato autorizzato al commercio) la FDA rilevò che l'uso di inibitori della fosfodiesterasi di Tipo 5 era associato raramente ad un danneggiamento della vista collegato alla NAION (Neuropatia ottica ischemica anteriore non-arteritica). Sebbene non sia stata dimostrata una relazione diretta causa-effetto dall'uso del tadalafil, i medici vennero informati di tale scoperta e l'avvertenza riportata sui fogli illustrativi del medicinale.

#### Disturbi uditivi
Nell'ottobre del 2007 venne identificato un ulteriore effetto indesiderato non rilevato negli studi pre-autorizzazione: la rara possibilità di perdita improvvisa dell'udito.

## Chimica
Da un punto di vista chimico il tadalafil è considerato una 2,5-dichetopiperazina e una 1,2,3,4-tetraidro-β-carbolina;
Può essere sintetizzato partendo dall'estere metilico del (D)-triptofano e piperonale attraverso una reazione di Pictet–Spengler a cui segue una condensazione con cloruro cloroacetico e metilamina per chiudere l'anello dichetopiperazinico: